# سیارک ۹۱۹۸
سیارک ۹۱۹۸ (به انگلیسی: 9198 Sasagamine، نامگذاری:1993BJ3) نه هزار و صد و نود و هشتمین سیارک کشف شده‌است که در ۲۵ ژانویه ۱۹۹۳ کشف شد.
قدر مطلق سیارک برابر ۱۸.۶ است.